# Elyas Bouadjadja
Elyas Bouadjadja (en arabe : إلياس بوعجاجة), né le 21 avril 2002 à Tremblay-en-France, est un handballeur international algérien.

## Palmarès

### En équipe d'Algérie
Championnats du monde
- 30e place au Championnat du monde 2025 ( Croatie/ Danemark/ Norvège)